# Lange Straße 94 (Goldberg)
Das Wohn- und Geschäftshaus Lange Straße 94 in Goldberg (Mecklenburg-Vorpommern), Lange Straße, wurde im 18. Jahrhundert gebaut.
Das Gebäude steht unter Denkmalschutz.

## Geschichte
Die Stadt Goldberg mit 3392 Einwohnern (2020) wurde 1227 erstmals als Gols erwähnt und erhielt 1248 das Stadtrecht (civis).
Das zweigeschossige, siebenachsige Fachwerkgebäude mit einem Krüppelwalmdach und Ausfachungen aus Stein wurde im 18. Jahrhundert gebaut.
Im Rahmen der Städtebauförderung erfolgte um 1995 die Sanierung des Gebäudes, wobei die historische Tür aufgearbeitet und das Fachwerk wieder sichtbar wurde.